# Paul Rudolph (Architekt)
Paul Marvin Rudolph (* 28. Oktober 1918 in Elkton, Kentucky; † 8. August 1997 in New York City) war ein US-amerikanischer Architekt.

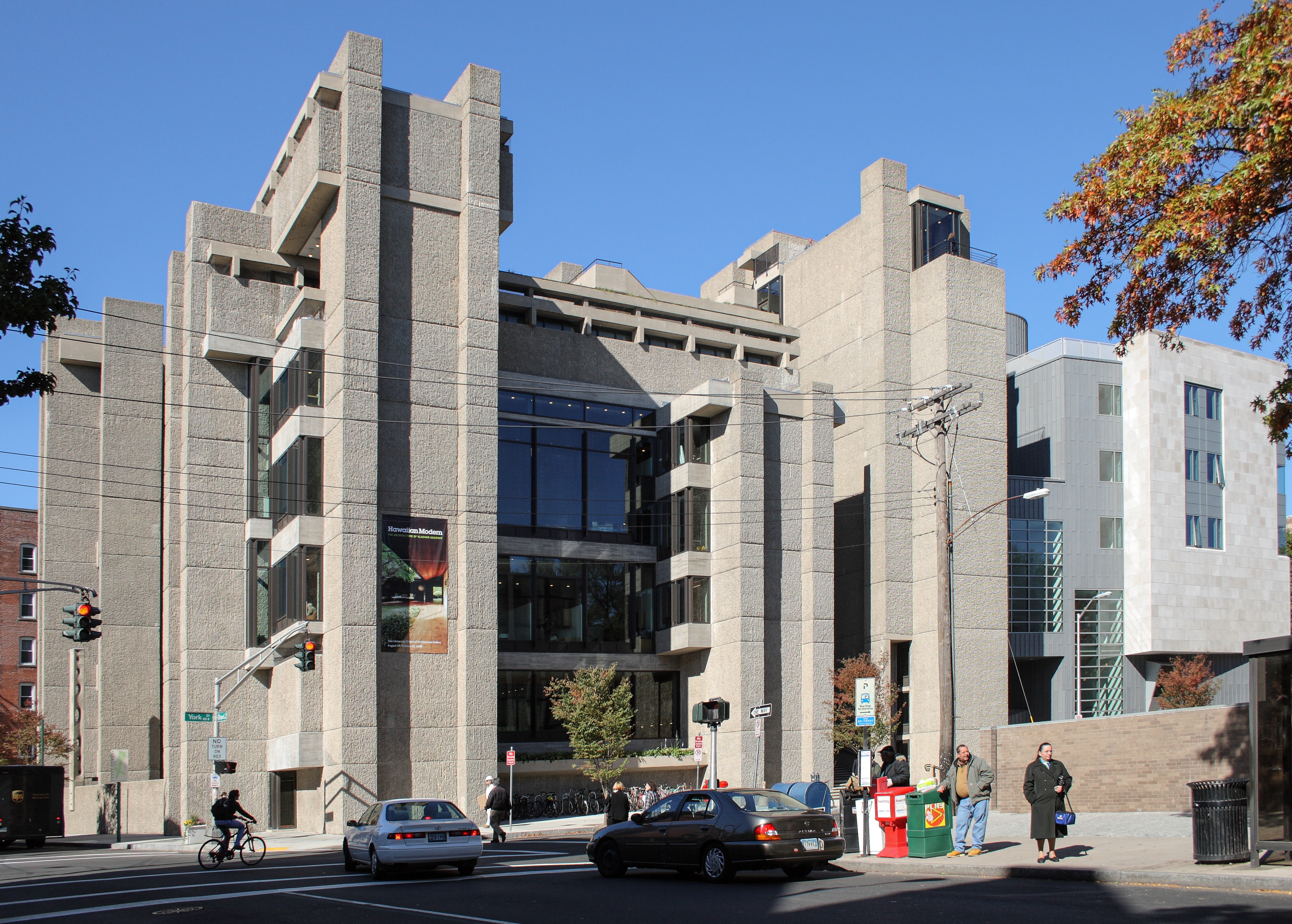
Yale A&A Building (1963)

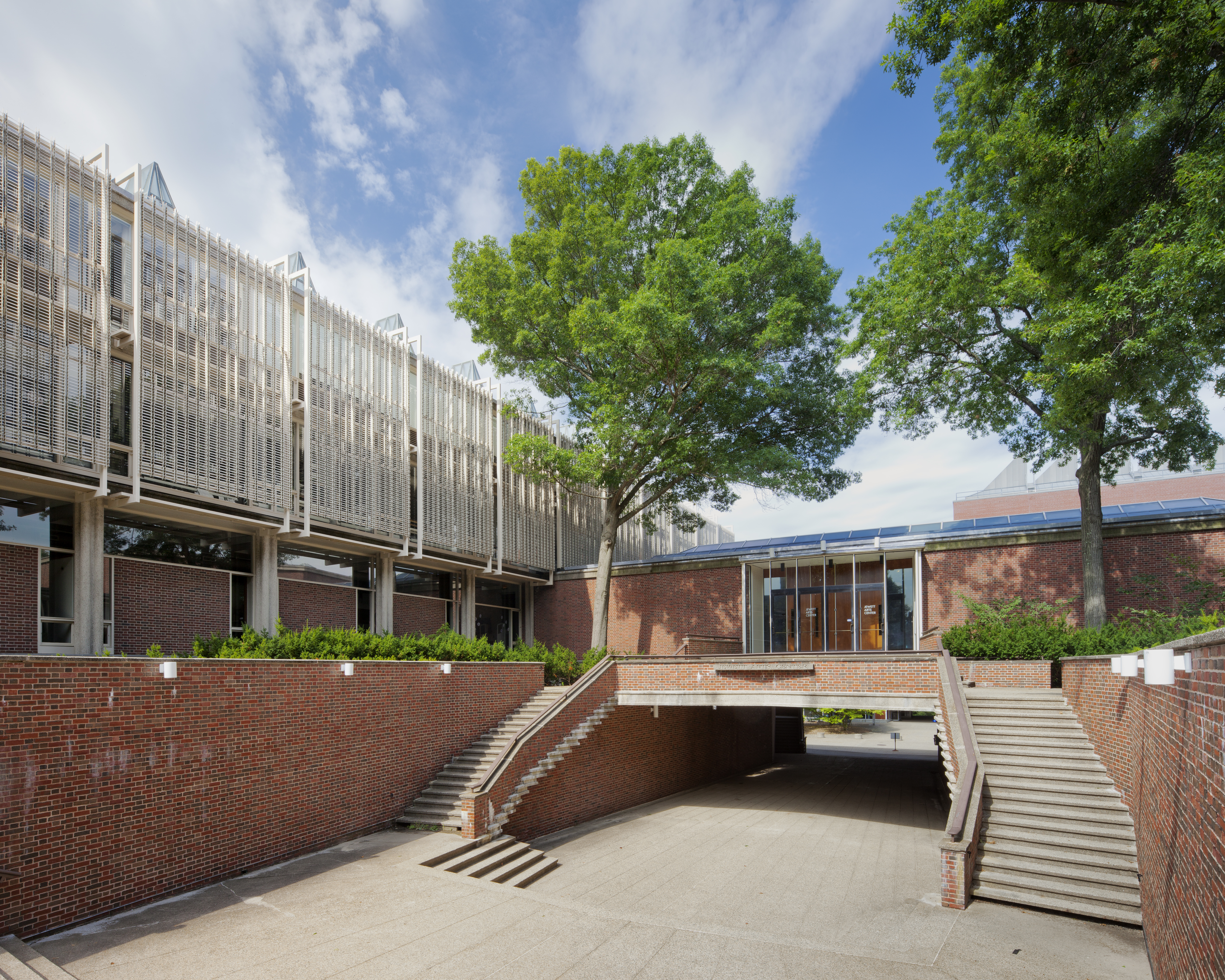
Jewett Centre (1958)

Endo Laboratories (1962)

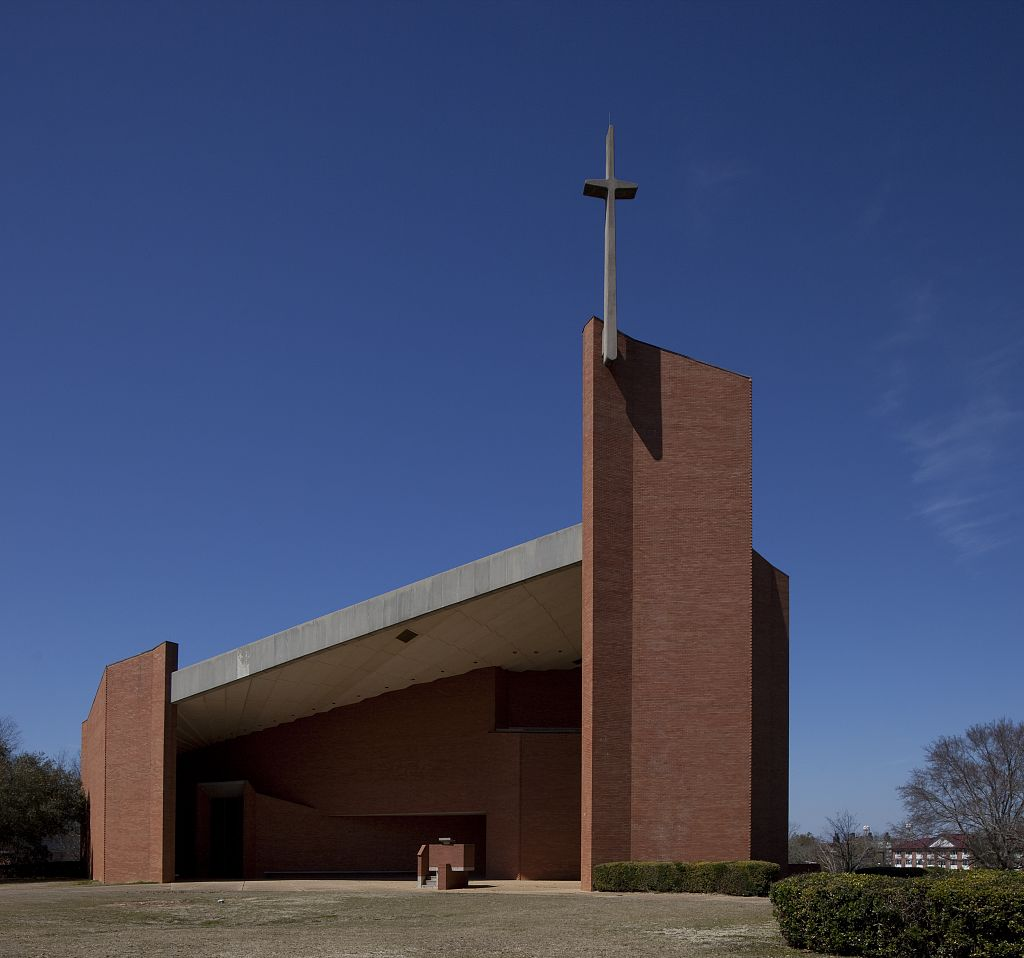
Tuskegee Chapel (1969)

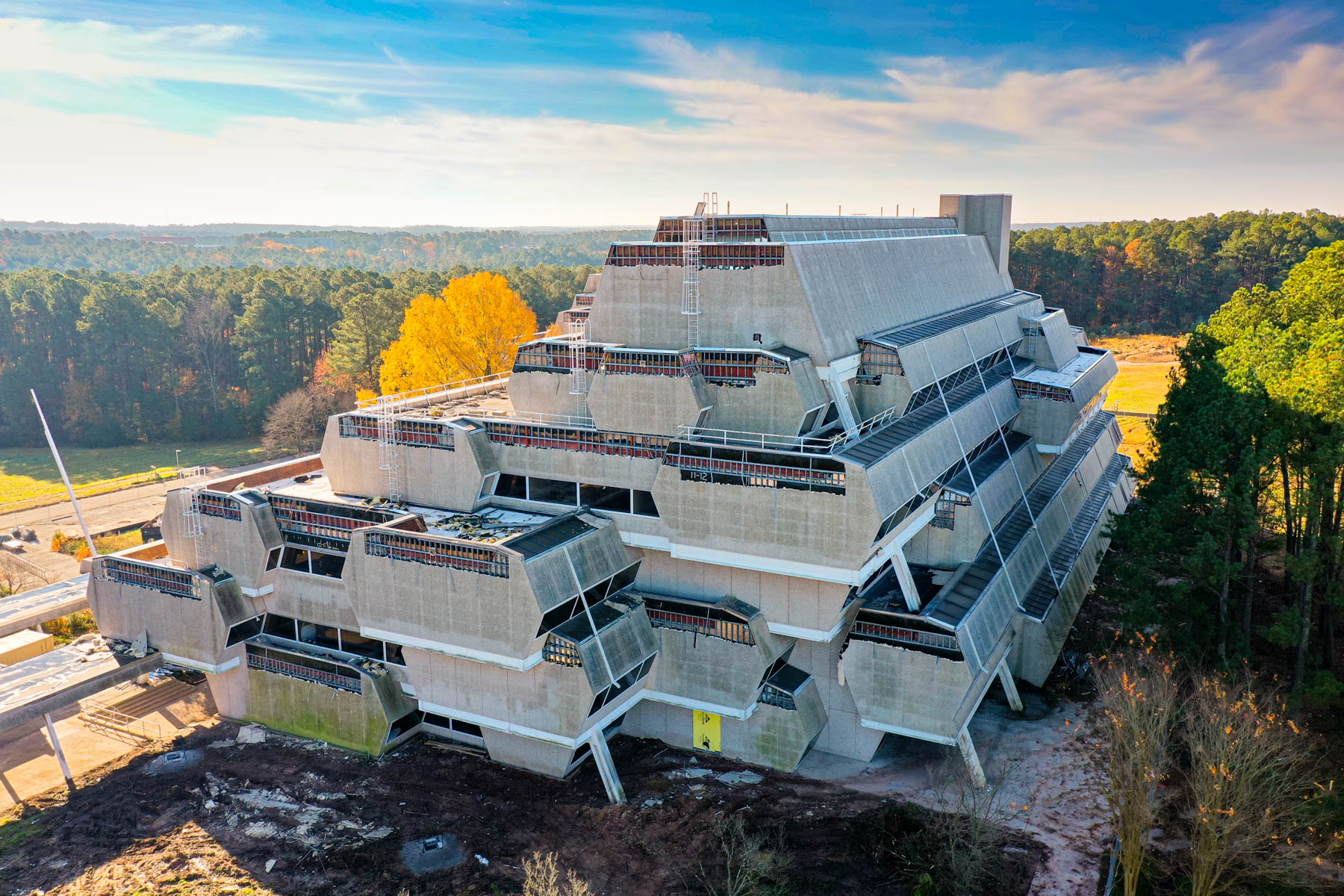
Burroughs Wellcome Building (1972)

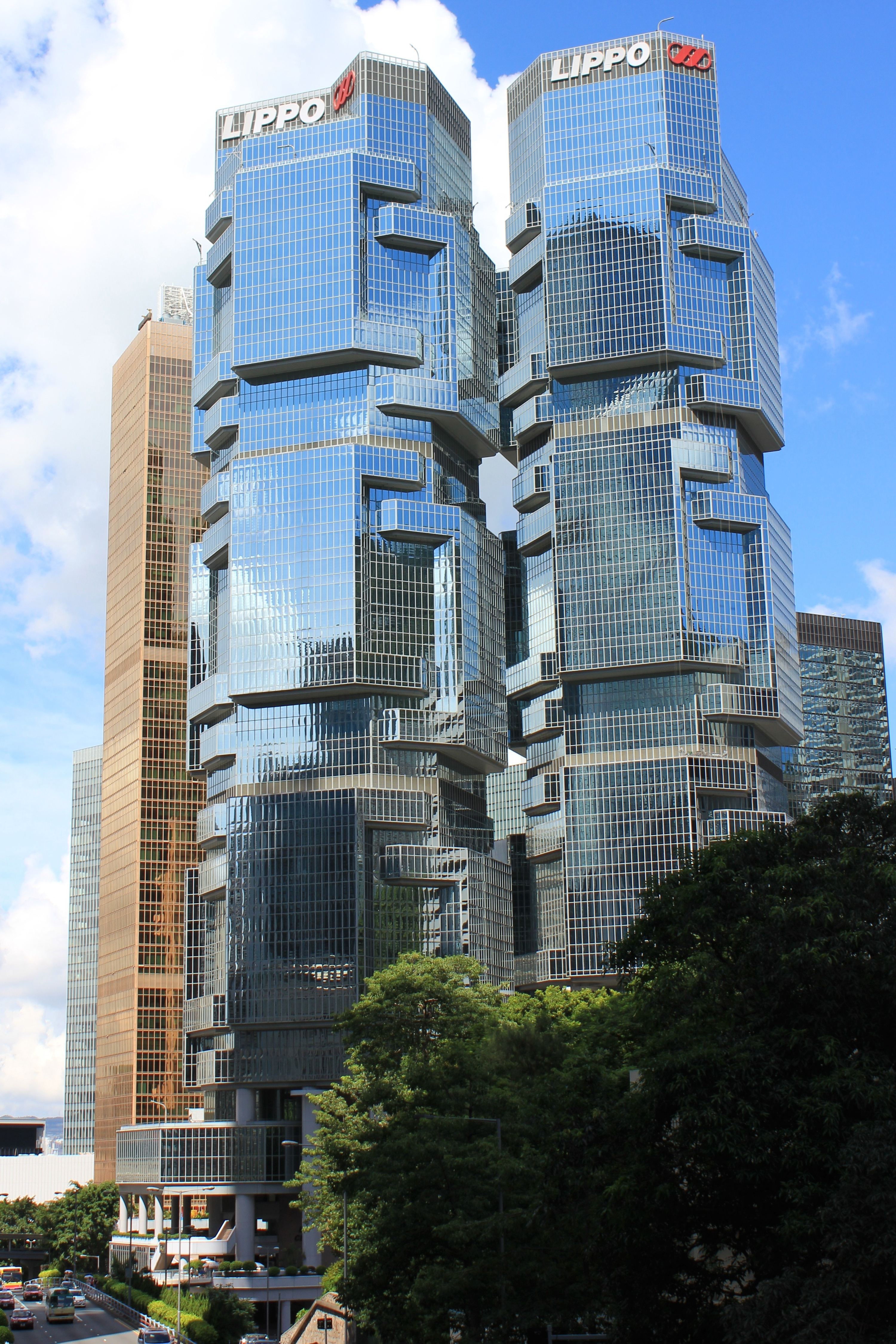
Lippo Centre (1984–1988)

The Concourse, Singapur (Entwurfszeichnung)

## Leben
Paul Rudolph studierte Architektur an der Alabama Polytechnic, der heutigen Auburn University. Nach Beendigung des Zweiten Weltkrieges, an dem er als Marinesoldat teilgenommen hatte, studierte er bei Walter Gropius und Marcel Breuer an der Harvard University. Seit 1951 hatte Rudolph in Sarasota, Florida, sein eigenes Atelier. Mit zahlreichen Entwürfen für dem dortigen subtropischen Klima angepasste Einfamilienhäuser gehört er zu den führenden Vertretern der sogenannten Sarasota School of Architecture.
In den Jahren 1958 bis 1965 war er Dekan der Architekturfakultät an der Yale University. 1959 wurde er in die American Academy of Arts and Sciences und 1971 in die American Academy of Arts and Letters gewählt.
Rudolph war ein früher Vertreter des Brutalismus; als dieser in den späten 1970er Jahren aus der Mode kam, wandte er sich der Postmoderne zu. Er gilt als einer der wichtigsten Architekten der Moderne in den USA. 1994 wurde Paul Rudolph zum Mitglied (NA) der National Academy gewählt.
Zu seinen Schülern gehörten unter anderem Norman Foster, Richard Rogers und Robert A. M. Stern.

## Bauten (Auswahl)
- 1950 (mit Ralph Twitchell): Healy Guest House (Cocoon House), Sarasota[3]
- 1950: Bennett House, 3901 Riverview Blvd. in Bradenton, Florida
- 1951: Leavengood Residence, Saint Peterburg, Florida[4]
- 1952: Walker Guest House, Sanibel, Florida[5]
- 1953: Ingram Hook Guest Residence, Siesta Key, Florida[6]
- 1954: Philip Hiss Residence (The Umbrella House), Sarasota[7]
- 1956: David Cohen House, Siesta Key, Sarasota, Florida[8]
- 1957: Riverview High School, Sarasota County (2007 abgerissen)
- 1958: Jewett Arts Center am Wellesley College in Wellesley (Massachusetts)
- 1958: Frederick Deering House, Sarasota[9]
- 1958: Harkavy Residence, Sarasota[10]
- 1958: George and Violet McCandlish House Conversion, Cambridge (Massachusetts)[11]
- 1958–1959: Richard Ambler and Dorothy L. Liggett House[12]
- 1958–1960: Sarasota High School, Sarasota, Florida
- 1959: Temple Street Garage in New Haven (Connecticut)
- 1959–1961: Arthur W. Milam Residence, Ponte Vedra, Jacksonville, Florida
- 1962: Endo Laboratories in Garden City (New York)
- 1963: Institut für Kunst und Architektur der Yale University in New Haven
- 1963–1980: University of Massachusetts Dartmouth, Dartmouth, Massachusetts
- 1967: Orange County Government Center in Goshen, Orange County
- 1969: Universitätskapelle der Tuskegee University, Tuskegee, Alabama
- 1972: Burroughs Wellcome Building, Research Triangle, North Carolina (2020 abgerissen)
- 1984–1988: Lippo Centre in Admiralty (Hongkong)
- 1987–1994: The Concourse in Singapur